# ʻAna Poʻuhila
ʻAna Kilistina Poʻuhila (ur. 18 października 1979 w Nukuʻalofie) – kulomiotka z Tonga.
Wystartowała na igrzyskach olimpijskich w Atenach, Pekinie i Londynie w pchnięciu kulą. Podczas konkursu kwalifikacyjnego w Atenach uzyskała 15,33 m co uplasowało ją na 32. miejscu (nie awansowała dalej). W Pekinie uzyskała 16,42 m (zajęła 27. miejsce, nie awansowała dalej). Ponadto w Pekinie była chorążym ekipy. W Londynie rzuciła 15,80 m (uplasowała się na 30. pozycji, nie awansowała dalej).
Wielokrotna uczestniczka mistrzostw świata (bez awansu do finału). Wielokrotna medalistka mistrzostw Australii i Nowej Zelandii.

## Rekordy życiowe
| Konkurencja    | Wynik (m) | Miejsce          | Rok  | Uwagi        |
| -------------- | --------- | ---------------- | ---- | ------------ |
| pchnięcie kulą | 18,03     | Albertville      | 2008 | rekord Tonga |
| rzut młotem    | 53,04     | Maisons-Laffitte | 2009 | rekord Tonga |